# Sainte-Radegonde (Deux-Sèvres)
Pour les articles homonymes, voir Sainte-Radegonde.
Sainte-Radegonde est une commune déléguée du Centre-Ouest de la France située dans le département des Deux-Sèvres, en région Nouvelle-Aquitaine.
Ses habitants sont appelés les Radegondais.

## Géographie
Localisée au nord du département des Deux-Sèvres, la commune de Sainte-Radegonde est traversée par le Thouet, un affluent de la Loire.
Outre le village de Sainte-Radegonde, implanté trois kilomètres à l'ouest de Thouars, la commune se compose essentiellement des villages de Ligron et de Vrines.

### Nom de la commune
Selon l'INSEE, le nom officiel de la commune, tel que figurant dans le « Code officiel géographique », est Sainte-Radegonde. Toutefois, on note un emploi généralisé, au niveau local et jusque dans les administrations, de la graphie Sainte-Radégonde.
En 1865, un projet de loi cita la commune sous le nom « Sainte-Radegonde-les-Pommiers » ; cette dénomination inexacte figure sur certains panneaux de signalisation routière, progressivement remplacés, amenant une confusion de la commune avec certains de ses quartiers ou lieux-dits (Beau-Soleil, Vrines, Pommiers…), voire attribuent un nom de lieu-dit à une zone plus vaste que la réalité.

## Histoire
Sur la carte de Cassini représentant la France entre 1756 et 1789, le village est identifié sous le nom de Sainte-Radegonde-de-Pommiers.
Le 1er janvier 2019, la commune — avec Mauzé-Thouarsais et Missé — est absorbée par Thouars qui devient une commune nouvelle à la suite d'un arrêté préfectoral du 30 octobre 2018.

## Politique et administration
| Période      | Période   | Identité          | Étiquette | Qualité                          |
| ------------ | --------- | ----------------- | --------- | -------------------------------- |
| janvier 2019 | juin 2020 | Jean-Jacques Joly | DVD       | Retraité de la fonction publique |
| juin 2020    | en cours  | Bruno Laheux      |           | Directeur opérationnel           |

| Période   | Période       | Identité          | Étiquette | Qualité                          |
| --------- | ------------- | ----------------- | --------- | -------------------------------- |
| mai 1945  | mai 1953      | Sosthène Éthioux  |           |                                  |
| mai 1953  | mars 1977     | Jean Clerc        |           |                                  |
| mars 1977 | avril 1996    | Jean Lechevrel    |           |                                  |
| juin 1996 | mars 2014     | André Froger      |           | Exploitant agricole              |
| mars 2014 | décembre 2018 | Jean-Jacques Joly | DVD       | Retraité de la fonction publique |

## Démographie
L'évolution du nombre d'habitants est connue à travers les recensements de la population effectués dans la commune depuis 1793. Pour les communes de moins de 10 000 habitants, une enquête de recensement portant sur toute la population est réalisée tous les cinq ans, les populations de référence des années intermédiaires étant quant à elles estimées par interpolation ou extrapolation. Pour la commune, le premier recensement exhaustif entrant dans le cadre du nouveau dispositif a été réalisé en 2004.

En 2016, la commune comptait 1 838 habitants, en évolution de −5,98 % par rapport à 2010 (Deux-Sèvres : +0,18 %, France hors Mayotte : +2,11 %).
| 1793 | 1800 | 1806 | 1821 | 1831 | 1836 | 1841 | 1846 | 1851 |
| ---- | ---- | ---- | ---- | ---- | ---- | ---- | ---- | ---- |
| 267  | 264  | 304  | 254  | 315  | 322  | 300  | 279  | 273  |

| 1856 | 1861 | 1866 | 1872 | 1876 | 1881 | 1886 | 1891 | 1896 |
| ---- | ---- | ---- | ---- | ---- | ---- | ---- | ---- | ---- |
| 265  | 264  | 489  | 478  | 460  | 438  | 722  | 724  | 654  |

| 1901 | 1906 | 1911 | 1921 | 1926 | 1931 | 1936 | 1946 | 1954 |
| ---- | ---- | ---- | ---- | ---- | ---- | ---- | ---- | ---- |
| 664  | 644  | 645  | 587  | 604  | 711  | 680  | 680  | 737  |

| 1962 | 1968  | 1975  | 1982  | 1990  | 1999  | 2004  | 2006  | 2009  |
| ---- | ----- | ----- | ----- | ----- | ----- | ----- | ----- | ----- |
| 796  | 1 130 | 1 810 | 1 984 | 2 020 | 2 027 | 1 978 | 1 973 | 1 952 |

| 2014  | 2016  | - | - | - | - | - | - | - |
| ----- | ----- | - | - | - | - | - | - | - |
| 1 883 | 1 838 | - | - | - | - | - | - | - |

## Économie
- Anett, sise depuis 1935 à Vrines, face à la mairie de Sainte-Radegonde, entreprise de blanchisserie familiale et de location et d'entretien d'articles textiles et d'hygiène traitant 68 000 tonnes de linge chaque année sur 22 sites industriels répartis en France[9].

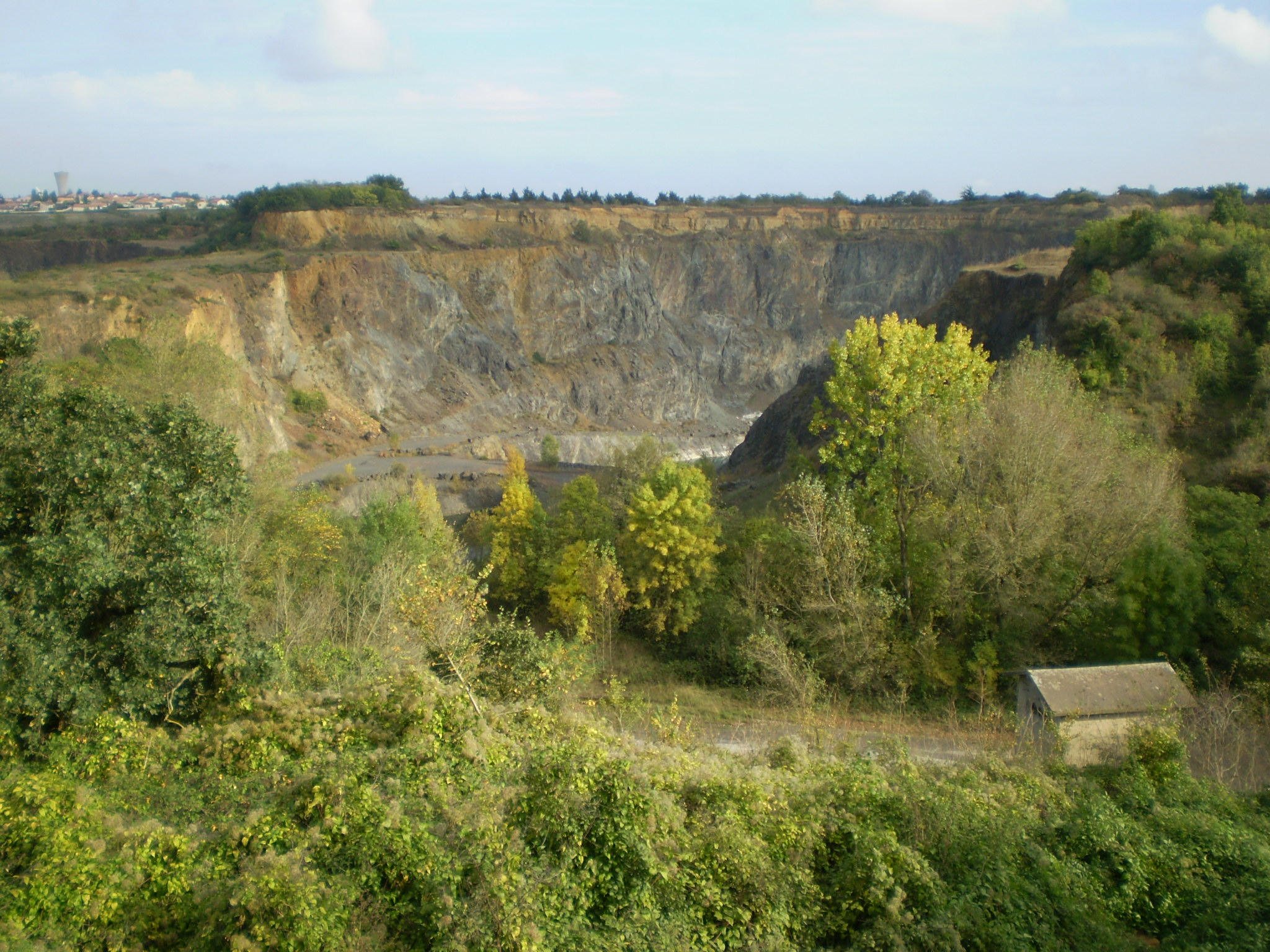
Une partie de la carrière de granulats de Ligron.

- Au village de Ligron se situe une ancienne carrière qui n'est plus exploitée.

## Culture locale et patrimoine

### Lieux et monuments
- Site du Toarcien ;
- Le moulin à vent de Vrines, entièrement restauré. En mai 1793, pendant la guerre de Vendée, le moulin sert de poste de commandement au général Quetineau, lors de la bataille de Vrines[10] ;
- La vallée du Pressoir, classée ZNIEFF ;
- La cascade de Pommiers ;
- Le champ des Étoiles ;
- L'église Sainte-Radegonde dont le chœur remonterait au XIIe siècle ;
- La chapelle de Vrines ;
- Les rives du Thouet dont la droite est un tronçon du GR 36.

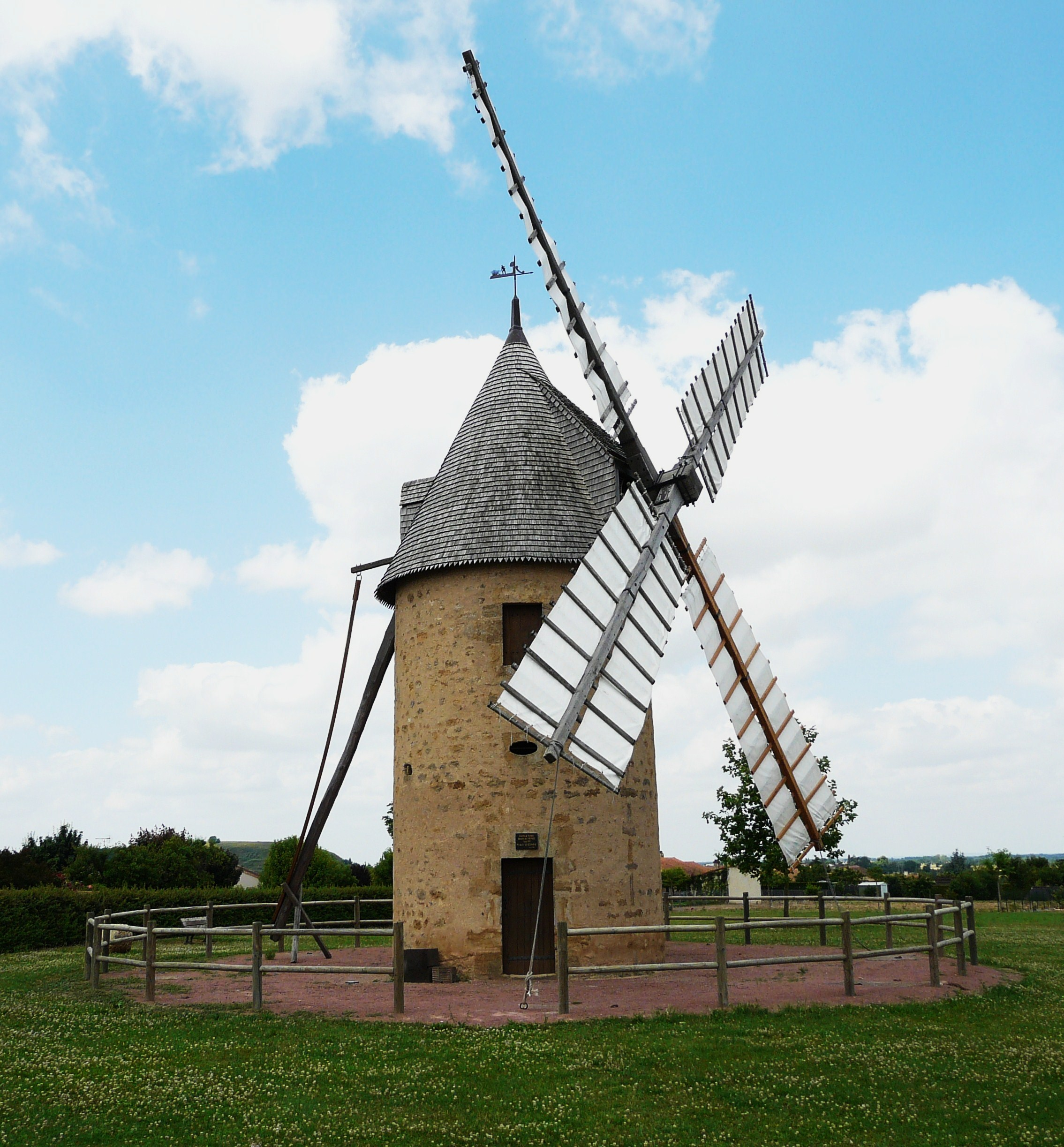
Moulin à vent de Vrines.
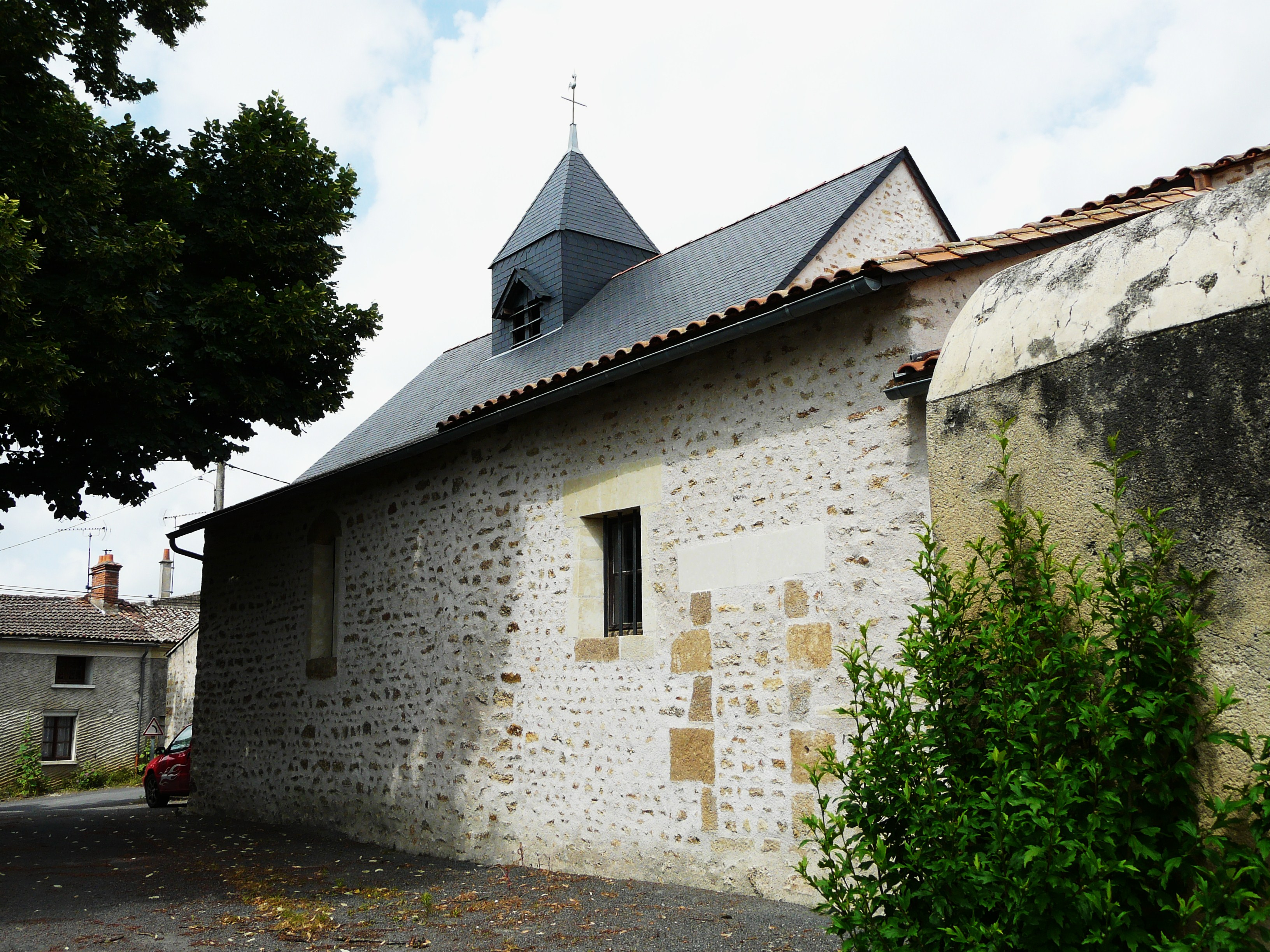
Église Sainte-Radegonde.
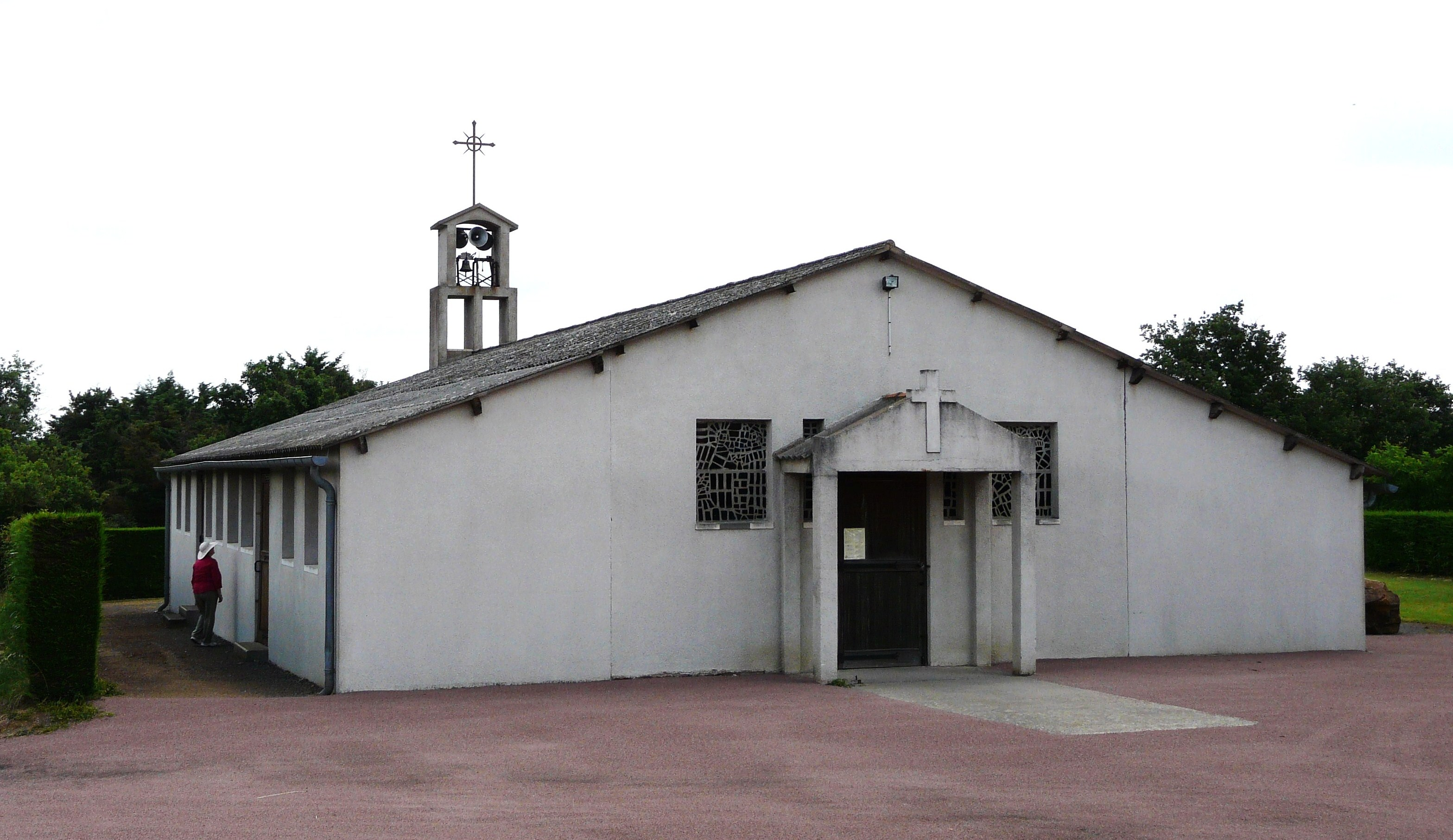
Chapelle de Vrines.
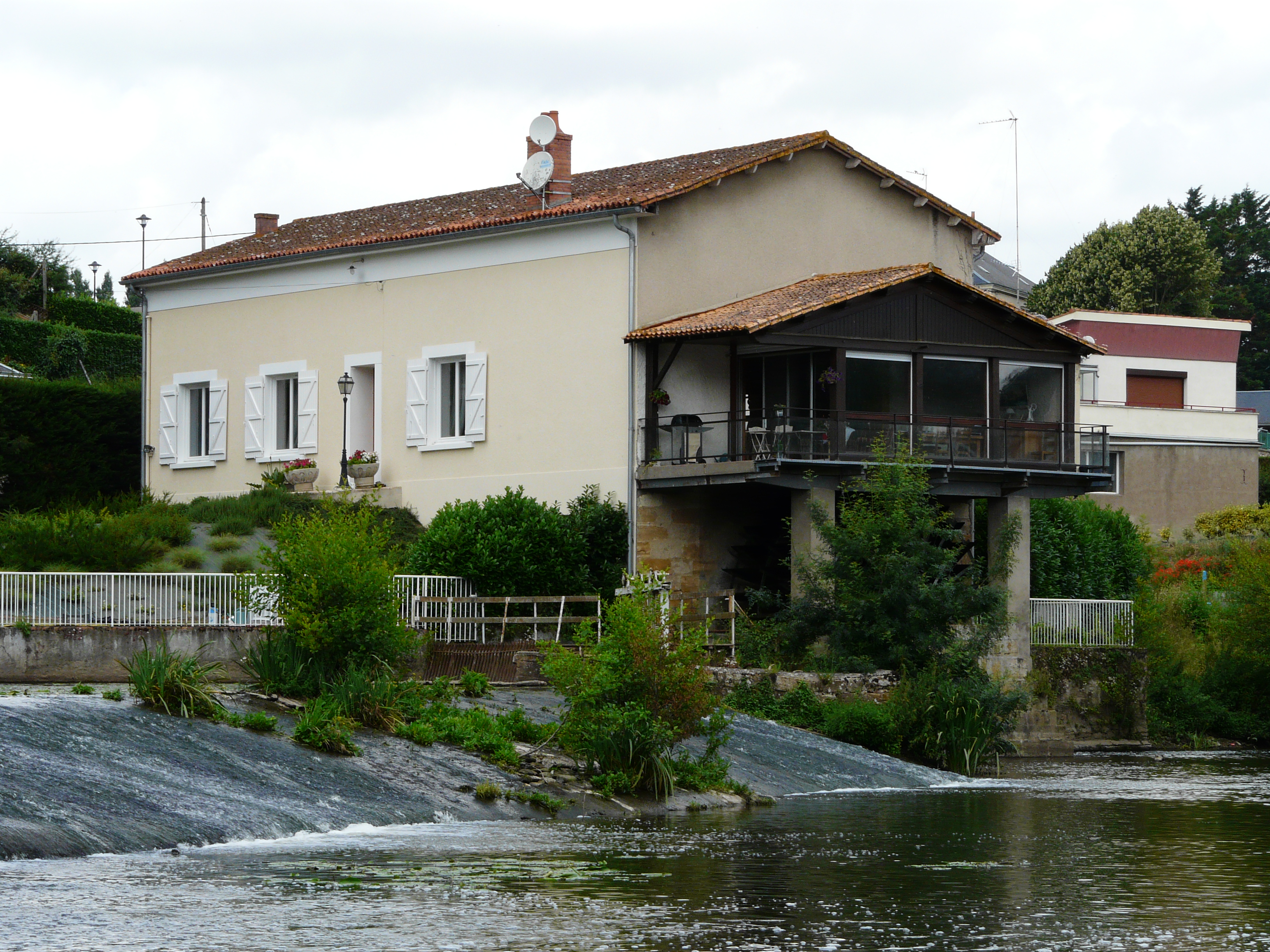
Ancien moulin à eau (ancienne minoterie Giron) sur le Thouet à Vrines.
- Traversée de Vrines via la D 759.

### Personnalités liées à la commune
- Une légende raconte que Radegonde de Poitiers (519-587), reine des Francs, vêtue d'un riche manteau d'hermine parsemé d'étoiles, est poursuivie par les soldats de son mari, Clotaire Ier, roi des Francs de 497 à 561. Voyant les sbires la rattraper, Radegonde demande à Dieu de lui venir en aide ; alors les pommiers en fleurs courbent leurs rameaux pour la cacher. La reine passe la nuit dans le verger et, le lendemain matin, elle repart libre, abandonnant son manteau. Depuis, les étoiles de cet habit royal remontent à la surface. Cette légende semble être vraie puisque les curieux trouvent encore aujourd'hui, au lieu-dit « le Champ-des-Étoiles », d'étonnantes petites étoiles, fossiles de pédoncules de crinoïdes, animaux échinodermes marins.[réf. souhaitée]

- Gadifer de La Salle, né à Vrines, militaire et explorateur français du XIVe siècle.